# Elisabethkerk (Marburg)
De Elisabethkerk (Duits: Elisabethkirche) is tegenwoordig een evangelisch-lutherse kerk in de Duitse stad Marburg (Hessen) en werd gesticht ter ere van de heilige Elisabeth van Thüringen die ook wel bekendstaat als Elisabeth van Hongarije. De kerk, die bovenop haar graf werd gebouwd, was gedurende de middeleeuwen een van de belangrijkste pelgrimsoorden van Duitsland. De bouw werd begonnen in 1235 en 48 jaar later was de kerk voltooid. De Elisabethkerk in Marburg en de Onze-Lieve-Vrouwekerk in Trier zijn de eerste zuivere gotische kerken van Duitsland.

## Voorgeschiedenis

### Elisabeth van Thüringen
De stichting van de Elisabethkerk hangt samen nauw met de heiligverklaring van landgravin Elisabeth von Thüringen in 1235. Elisabeth, een Hongaarse koningsdochter, had in 1228 een hospitaal laten bouwen waar zij na haar vroege dood in een kapel was bijgezet en sindsdien in toenemende mate werd vereerd. Zij zou sinds de dag van haar dood op 17 november 1231 wonderen hebben verricht. Haar biechtvader Konrad van Marburg liet haar drie dagen lang opbaren, wat ongebruikelijk lang was voor die tijd. Hieruit blijkt dat hij waarschijnlijk vrijwel direct na haar dood het plan had opgevat te pleiten voor haar heiligverklaring bij de bisschop in Mainz. In 1234 werd dit hospitaal, dat geldelijke steun ontving van het Thüringse vorstenhuis, met toestemming van paus Gregorius IX overgedragen aan de Duitse Orde. In datzelfde jaar trad Elisabeths zwager, landgraaf Konrad von Thüringen in de Duitse Orde om in 1239 Herman van Salza op te volgen als Hochmeister. Konrad zette zich dusdanig in voor de verering en canonisering van Elisabeth dat zij een van de patroonheiligen werd van de Duitse Orde. Zo werd zijn rol binnen de Duitse Orde als het ware gelegitimeerd door een verbinding met het Thüringse vorstenhuis. Toen Elisabeths heiligverklaring plaatsvond, was keizer Frederik II daarbij aanwezig. Bij de verheffing van haar beenderen schonk hij de orde een kroon voor de vervaardiging van een reliekschrijn.

## Bouwgeschiedenis

### De eerste bouwactiviteiten
De eerste grafleggingskapel, de capella modica, werd korte tijd na haar dood opgericht. Konrad von Marburg liet op diezelfde plek de eerste kerk bouwen, de ecclesia lapidea. Bij de bouw van de ecclesia lapidea in 1232 handhaafde men de plaats van de graftombe van de oorspronkelijke kapel. Nu bevond zich de tombe tussen de grens van het koor en de ruimte die bestemd was voor de kerkgangers. Zo was de grafruimte dus ook voor leken goed toegankelijk. Ook hieruit blijkt de bedoeling om een cultus rond de persoon van Elisabeth op te wekken om zo haar heiligverklaring te bespoedigen.

### Bouw van de huidige kerk
De huidige kerk werd tussen 1235 en 1283 gebouwd en is de eerste zuiver gotische kerk van Duitsland. Met de bouw van deze kerk werd begonnen op de plek waar de ecclesia lapidea enkele jaren eerder over het graf van de heilige Elisabeth was gebouwd. Naast de functie van pelgrimskerk gewijd aan Elisabeth moest deze nieuwbouw nog twee andere belangrijke functies vervullen. De kerk moest namelijk dienen als grafplaats voor de Hessische landgraven en tegelijk kerkgebouw zijn voor de Duitse Orde. Daartoe moest de kerk van Konrad van Marburg afgebroken en vervangen worden door een aanzienlijk grotere kerk. Met zekerheid kan men stellen dat de drie bestemmingen van de Elisabethkerk vanaf het begin uitgedacht waren. De bouwgeschiedenis begon met de triconchale (=klaverbladvormige) koorpartij waarvan de noordelijke apsis de grafplaats zou insluiten.
Het is moeilijk voor te stellen dat het reliquiarium van Elisabeth blootstond aan de gevaren die de bouwactiviteiten met zich mee brachten, zeker gezien het feit dat de buitenmuur van de huidige apsis de plattegrond van de tombe kruist. Vermoedelijk zijn Elisabeths relikwieën tijdelijk overgebracht naar een gedeelte van de ecclesia lapidea dat ten tijde van de bouw van de apsis nog overeind stond. Een oorkonde uit 1249 lijkt dit te bevestigen. Er wordt gesproken over ‘sepulchrum (…) in ecclesia sancti Francisci de Marburg’, waarmee niet anders bedoeld kan zijn dan het oostelijk deel van het kerkgebouw van Konrad van Marburg.
De Elisabethkerk bestaat uit een zogenaamd triconchaal koor zonder kooromgangen dat aansluit op een driebeukige hallenkerk met een tweetorenfront. Men bouwde de kerk volgens de gebruikelijke procedure van het oosten naar het westen. Op grond van stilistische criteria heeft men de tijdspanne tussen 1235 en 1283 in een aantal bouwfasen ingedeeld. De verschillende bouwfasen hebben zich laten vaststellen door historisch onderzoek en moderne bouwarcheologische technieken zoals dendrochronologische datering van de dakstoel. Het dendrochronologisch onderzoek leverde op dat de viering kort na 1243 van een dak voorzien was, het oostelijk gedeelte van het schip in 1248 en het westelijke in 1277. De afsluiting van de torens met achtkantige spitsen tussen topgevels stamt pas uit de vroege veertiende eeuw.
In 1946 werden voormalig rijkspresident van Duitsland Paul von Hindenburg en zijn vrouw Gertrud von Sperling bijgezet in de Elisabethkerk.

## Bouwfasen (schema)
Datering op grond van: Michler, J., Die Elisabethkirche zu Marburg in ihrer ursprünglichen Farbigkeit, Marburg 1984.
| BOUWFASE 1. – DE KOORBOUW Men begon met de koorbouw bestaande uit drie apsissen om de viering. | BOUWFASE 2. – DE BOUW VAN HET SCHIP De eerste twee traveeën aan de oostzijde van het schip bouwde men direct tot de volle hoogte van het bouwwerk. Men bouwde het schip zoals gebruikelijk van oost naar west. | BOUWFASE 3. - GEWELVEN Hoewel men de muren van het schip nog tot de tweede bouwfase rekent, zijn de gewelven vermoedelijk in deze derde bouwfase aangebracht. |
| --- | --- | --- |
| Bouwfase 1. – Eerste bouwcampagne (1235-1237) Net zoals in de basilicabouw bouwde men allereerst de benedenzone van de wandgeleding; dus tot de halve hoogte van het gebouw. De wand van het noordelijk zijschip werd vermoedelijk aangebouwd tegen de oudere ecclesia lapidea. | Bouwfase 2. – Eerste bouwcampagne (1244-1248) De eerste bouwloods van het schip bouwde precies de helft van het schip: namelijk de eerste twee traveeën tot de volle hoogte en de derde travee tot de halve hoogte van het schip. Bij deze bouwfase behoorde ook de beide oostelijke pijlerparen. Er is nauwelijks een cesuur vast te stellen tussen de bouw van het koorgedeelte en het eerste gedeelte van het schip. De tweede bouwloods voltooide het schip tot aan de steunberen van de torenfaçade: de laatste twee traveeën in de benedenzone en de drie in de bovenzone. Ook twee pijlerparen werden opgericht. | Bouwfase 3. – Eerste bouwcampagne (ca. 1265 begonnen) Bij deze bouwfase moet een stilistisch aspect opgemerkt worden. Tussen het oostelijk en het westelijke gedeelte binnen het schip is een opmerkelijk verandering van de vormentaal die vermoedelijk duidt op een grotere pauze tussen de opeenvolging van bouwfasen 2. en 3. |
| Bouwfase 1. – Tweede bouwcampagne (1238-1240) Naar alle waarschijnlijkheid werd allereerst de bovenzone gebouwd van het oostkoor. Volgens de oorkonde van 1249 was de oude kerk van Konrad van Marburg nog niet afgebroken. Dat houdt in dat de veelhoekige koorsluiting aan de noordzijde pas later tot stand gekomen moet zijn. De juistheid van deze historische bron lijkt bij nader inzien ongegrond doordat de dakstoel van de viering op 1243 is gedateerd. Er zijn ook kunsthistorici die menen dat de voltooiing van de benedenzone van het noordelijk transept ongeveer gelijktijdig was met die van de bovenzone van het oostkoor. De logische gevolgtrekking van deze theorie is dat de belangrijkste ruimtes voor de liturgie als eerste voltooid waren. Mogelijk waren deze voltooide ruimtes door een tijdelijke afscherming gescheiden van de bouwactiviteiten. | ... | Bouwfase 3. – Laatste bouwcampagne (tot 1283) De gewelven van de travee binnen de onderruimte van de torens werden voltooid. Ook is het heel goed mogelijk dat het venster in de façade nog voor 1283 aangebracht werd. Voor de rest kwam de afwerking van het interieur tot stand.                                               |

## Plattegrond van de Elisabethkerk

### Klaverblad met veelhoekige koorsluitingen
De klaverbladvormige plattegrond kan ook gelezen worden als een koor met een polygonale apsis (bestaande uit een halve tienhoek) aansluitend bij een dwarsschip met eveneens polygonale koorsluitingen. Omdat de absidiaal gesloten armen een omgang ontberen, ontstaat een uitzonderlijke plattegrond die kenmerkend is voor deze kerk. Wanneer men uitgaat van de plattegrond, kan men de verhouding tussen het koor en het hallenschip als disproportioneel bestempelen. Dit komt door het typologisch onderscheid tussen de plattegrond van de hallenkerk en het triconchale koor. Dit onderscheid is onder andere gelegen in de verschillende ontwikkelingslijnen van beide bouwtypen.

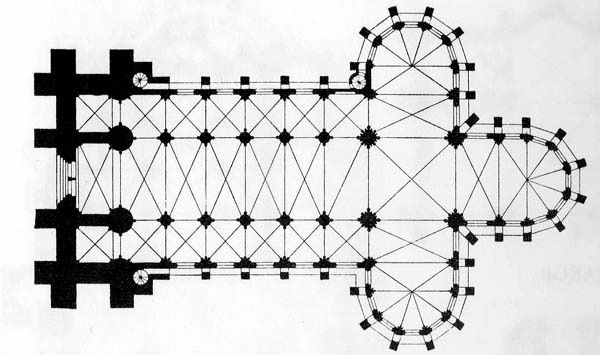
Plattegrond

### Triconchale plattegrond
De triconchale plattegrond van Marburg komt voort uit de kerkbouw die men vindt in het noordoosten van Frankrijk. (Doornik, Noyon, Soissons, Kamerijk). Deze kerken zouden qua plattegrond echter weer teruggrijpen op de St. Maria im Kapitol in Keulen uit de elfde eeuw. Er kunnen geen directe verbanden tussen de Keulse bouwschool en Marburg aangetoond worden. Het ontbreken van Keulse kenmerken zoals een vieringtoren doet veeleer denken aan de voorbeelden in het grensgebied tussen Noord-Frankrijk en Vlaanderen. Het motief van de triconchale plattegrond voerde via België naar Frankrijk om vervolgens weer terug te keren in Duitsland.
De kathedraal van Doornik, die nog sterk in romaanse traditie stond, vormt waarschijnlijk de brug tussen St. Maria im Kapitol en de gotische kathedraal van Noyon die waarschijnlijk een grote invloed heeft uitgeoefend op de bouw van de Elisabethkerk. In de plattegrond van Noyon is te zien dat het noord- en zuidkoor geen kooromgang heeft hetgeen we ook terugvinden in Marburg. Door de steunberen neigen deze nog ronde koorafsluitingen van Noyon naar de polygonale apsissen van het soort in de Elisabethkerk.
De begin 19e eeuw afgebroken kathedraal van Kamerijk was de eerste grote kerk waarin de kruisarmen afgesloten werden door polygonale afsluitingen bestaande uit een halve tienhoek. Kamerijk had daarentegen nog wel een kooromgang met een zuidoostelijke aanbouw van kapellen zoals in Soissons. De mogelijkheid van een direct verband tussen Kamerijk en Marburg wordt ondersteund door het historische feit dat de koorbouw in Kamerijk tussen 1227-1231 ondersteund werd door een schenking van de heilige Elisabeth.
De polygonale afsluiting van 5/10 kwam al voor in de St.-Yved in Braine in de omgeving van Soissons. Deze kerk speelde een belangrijke rol in de ontwikkeling van de specifieke decoratie en wandopbouw van de eerste gotische kerken in Duitsland waartoe ook de Elisabethkerk in Marburg behoort. De andere Duitse gotische kerk die vaak met de Elisabethkerk in een adem wordt genoemd is de Liebfrauenkirche in Trier. Er is dan ook en zeker vormovereenkomst met deze kerk, waarvan de bouw ongeveer gelijktijdig begon (1235), maar dit zal elders in deze tekst behandeld worden.

### Centraalbouw?
Er bestaat een hypothese dat er oorspronkelijk helemaal geen hallenschip gepland was maar een vierde absidiale afsluiting aan de westzijde. Volgens deze theorie had de kerk als centraalbouw voltooid moeten worden. Een dergelijke kleinschalige centraalbouw zonder kooromgangen kan nooit berekend zijn op een grote stroom van pelgrims. En omdat de functie van pelgrimskerk al vanaf het begin voorzien was, is deze opvatting zeer twijfelachtig.

## Gotische vormentaal uit Frankrijk

### Wandgeleding
Uit de opstand wordt duidelijk dat de wandopbouw zorgt voor eenheid tussen koor en schip. Het triconchale koor gold als maatstaf voor de rest van het gebouw. De wandgeleding bestaat namelijk uit twee zones van lancetramen die ononderbroken door het koor en de zijschepen heen lopen. Deze boven elkaar geplaatste ramenreeksen worden aan de buitenzijde gescheiden door een loopgang of ‘passage champenois’. Doordat de drie beuken van een hallenkerk een gelijke hoogte hebben, kon de wandopbouw van het koor overgenomen worden. Bij een basiliek met een hoogteverschil van middenschip en zijschepen zou dit niet het geval zijn geweest.

### Klassieke kathedraalbouw: Reims en Amiens
De vormentaal van de Elisabethkerk werd overgenomen uit de Franse klassieke kathedraalbouw. Als concrete voorbeelden kunnen de kathedraal van Reims (vanaf 1211) en Amiens (vanaf 1220) genoemd worden. Kenmerkend voor de klassieke kathedraalgotiek is dat verschillende architectonische elementen een op zich zelf staande eenheid vormen, maar tegelijkertijd ook in een groter alomvattend geheel passen. Als goede voorbeelden voor dit ambivalente verschijnsel kunnen de gekantonneerde pijlers in Chartres en de maaswerkvensters in Reims aangevoerd worden. De gekantonneerde pijler waarborgt zijn zelfstandigheid in zijn zuilvormige grondslag terwijl hij door middel van de schalken verwijst naar de oprijzende architectuur en de last draagt van de gewelven. In Marburg is er sprake van een verlenging van de gekantonneerde pijlers. Deze tendens van de hoge gotiek valt reeds te bespeuren binnen de kathedraalgotiek van Amiens. Ook het maaswerkvenster is een voorbeeld van samenvoeging van verschillende elementen tot een zelfstandig onderdeel, dat op zijn beurt weer opgaat in het algehele architectuursysteem. Het maaswerkvenster is namelijk opgebouwd uit drie elementen, twee lancetten met daarboven een oculus, die één glasoppervlak vormen. De Marburger venstertracering lijkt zeer veel op die van de koorkapel van Reims. In Chartres bevinden zich tussen de afzonderlijke ramen nog muurdammen waardoor de wand blijft overheersen. In Reims zien we dat een andere opvatting van de muur tot stand gekomen is. Hier zijn de eerste verschijnselen van venstertraceringen of maaswerk te vinden.

### De hoge gotiek en 'ontbinding' van de wandopbouw
In de hoge gotiek wordt de ontleding en vervlechting van de wand verder doorgevoerd. De samenhang van de wandopbouw lijkt opgelost te zijn in een geraamte van constructieve delen die door tracering wordt opgevuld. In de koorgedeelten van de Elisabethkerk is de ‘ontbinding’ van de muur ten volle doorgevoerd. Aan de buitenzijde sluiten de spitsboogvensters direct aan op de steunberen. De systematiek van de steunberen is binnen doorgevoerd in de wandgeleding bestaande uit schalken en colonnetten die de kruisribben en gordelbogen dragen. Het strenge karakter hiervan moet volgens kunsthistoricus Wilhelm-Kästner weer Reims als voorbeeld gehad hebben.
Ook de profilering is vergelijkbaar: In de polygonale hoeken vangt een krachtige schalk de rib op, terwijl telkens uit een dunnere colonnet daarnaast schildbogen oprijzen. Aan de lang gestrekte koorzijden is de schalkenbundel vijfdelig voor de gordelboog, de ribben en de schildbogen rechts en links. De vieringpijlers hebben een nog rijkere geleding, doordat aan de gordelbogen begeleidende rondstaven zijn toegevoegd die op hun beurt weer colonnetten met zich meebrengen. De schalkenbundels zijn in Reims hetzelfde, behalve dat daar de schalken eerst op de ronde pijlers van de koorarcaden rusten, terwijl in Marburg ten gevolge van het ontbreken van een kooromgang, de schalken vanaf de vloer omhoog geleid konden worden. De vieringpijlers in Reims rijzen ook vanaf de vloer op in de rijke geleding.

### Kapitelen
De schalken zijn voorzien van sokkels, basementen en kapitelen. Er zijn onderling subtiele verschillen in de wijze waarop deze zijn vormgegeven gedurende de bouw van de kerk. In de Elisabethkerk kan men globaal twee soorten kapitelen onderscheiden; het loofkapiteel en het ‘knolachtige’ bloemknopkapiteel. Hoewel reeds in het oostelijk deel van de kerk loofkapitelen gebruikt zijn, komen deze in het latere westelijke gedeelte in veel ‘beweeglijkere’ vorm voor. Men kan stellen dat de knopkapitelen van een vroeger type waren. Qua vorm hebben zij veel weg van de kapitelen die gebruikt worden in de Cisterciënzer architectuur terwijl de loofkapitelen weer ter herleiden vallen tot de Reimse vormentaal.

### De ‘antichartresische’ traditie
In tegenstelling tot de wandopbouw van de koorgedeelten heeft het schip van de Elisabethkerk een onmiskenbaar vroeggotisch karakter door de muurdammen tussen de vensters. Gedurende het tijdperk van de klassieke kathedralen werd de gesloten muurdam in de zogenaamde ‘antichartresische’ traditie opgenomen. (‘Antichartresische’ wil zeggen dat men afstand nam van de vroeggotische bouwwijze van de kathedraal van Chartres.) Hierbij werd de muurdam stilistisch omgevormd zodat deze zich gedroeg als hooggotische wandvervlechting. De muurdam was niet langer meer een uitdrukkingsmiddel van de lichamelijkheid van de muur zoals in de vroeggotische kerken. Deze ontwikkeling kan als volgt verklaard worden. De vroeggotische Notre-Dame van Parijs had oorspronkelijk lancetramen zonder tracering in de lichtbeuken. Deze ramen waren in de traveeën even groot als die in de smallere polygonale zijden van de koorafsluiting. Dit had tot gevolg dat er aan weerszijden van de ramen in de lengterichting van de Notre-Dame muurdammen waren. In de klassieke kathedralen werden deze muurdammen door verbreding van de vensters verwijderd. Dit gebeurde niet in andere gebouwtypen zoals de abdijkerk van St.-Yved in Braine (eind van de twaalfde eeuw), het prototype van de ‘antichartresische’ ontwikkelingslijn. Ook in de Elisabethkerk is er sprake van ramen van gelijke grootte in smalle of brede muurdelen. De toepassing van dit systeem in Marburg werd vermoedelijk ‘gelegitimeerd’ door het handhaven van de muurdammen in de lichtbeuk van de Notre-Dame in Parijs ondanks een aanpassing van de vensters in 1225.
De aanpassing van de lichtbeuk in de Notre-Dame lijkt ook een andere invloed te hebben uitgeoefend op de Elisabethkerk. Halverwege de bouw van de Elisabethkerk werden in het westelijk gedeelte van het schip maaswerkvensters aangebracht die qua proporties en tracering meer op die van Parijs lijken dan op die van Reims. De oculus is namelijk over de gehele breedte van het venster verbreed en is ‘versmolten’ met de lancetbogen.

## De Elisabethkerk en de Onze-Lieve-Vrouwekerk te Trier

### St.Yved in Braine als uitgangspunt van beide kerken?
Samen met de Onze-Lieve-Vrouwekerk (Liebfrauenkirche) in Trier vormt de Elisabethkerk in Marburg de afsluiting van de eerste fase in de Duitse gotiek. De overeenkomsten tussen beide kerken zijn zo groot dat men vaak spreekt over ‘zusterkerken’. Al eerder is de St.-Yved in Braine aangevoerd om de polygonale afsluitingen in de Elisabethkerk te verklaren. De opvatting bestaat dat ook de plattegrond van de kerk in Trier ontleend is aan de kloosterkerk van Braine. Sommigen spreken enkel over een vormovereenkomst die gebaseerd is op de kapellen die diagonaal tussen het koor en het transept zijn geplaatst. De plattegrond van de Liebfrauenkirche is namelijk een verdubbeling van het koormotief van St.Yved in Braine.
Wilhelm-Kästner vermoedt dat de Duitse bouwmeesters van Marburg en Trier (samen) hun opleiding genoten in Reims en Braine. Nadat ze daar hun kennis van de gotische bouwwijze hadden opgedaan, keerden ze terug naar hun vaderland. Volgens hem bleven de oudere werklieden werken in Trier en trokken de jongere werklieden verder naar Marburg om daar aan de bouw van de Elisabethkerk te beginnen. Het is echter ook mogelijk dat de bouwmeesters van Marburg met de vormentaal van Reims kennismaakten via de reeds eerder genoemde kathedraal van Kamerijk. Kamerijk had toentertijd naast Reims een van de belangrijkste bouwloodsen. Bovendien was Kamerijk (waarvan de bisschoppen tevens Duitse vorsten waren) een kerkprovincie van Reims. Het oostkoor van Kamerijk kwam formeel ook in grote mate overeen met de situatie in Reims. Volgens Stockhausen verklaart dit hoe de latere bouwmeester van Marburg in staat was het oudere triconchale systeem te combineren met de Reimse hooggotische vormentaal.

### Vergelijking ruimteopvatting
Het onderscheid tussen Marburg en Trier is hoofdzakelijk gelegen in de onderling verschillende ruimteopvatting van de bouwwerken. Overduidelijk is dat het in Trier een centraalbouw betreft en in Marburg de afsluiting van een schip. Wilhelm-Kästner typeert de triconchale plattegrond in Marburg als karakteristiek voor Duitsland. De diagonale kapellen in Trier sluiten volgens hem aan op de uitgesproken Franse ‘opeenstapeling’ van kapellen zoals die o.a. te zien is in St.-Yved in Braine. Het oostkoor van de Liebfrauenkirche lijkt nog het meest op de vormentaal zoals die te zien is in de Elisabethkerk.

### Vergelijking wandopbouw
Aan de buitenkant zien we dezelfde tweeledige opbouw met vergelijkbare maaswerkvensters van het Reimse type. Zowel in Trier als in Marburg is er sprake van een geprononceerde kroonlijst die de steunberen en tussenmuren aan de bovenzijde afsluiten. Anders dan in Marburg bevindt zich in Trier de loopgang niet op de brede waterlijst aan de buitenzijde maar aan de binnenzijde. In Trier strekken de dagkanten van de vensters zich uit tot de uiterste rand van de afzaten, zodat de steunberen gedeeltelijk naar binnen getrokken worden. Desondanks laten de steunberen aan de binnenkant een opening zien die net zoals in Marburg bestemd is voor een loopgang.

### Vergelijking ornamentiek
De schildbogen van de bovenste vensters van de Elisabethkerk worden aangezet ter hoogte van de versnijding van de steunbeer en hebben een rijke profilering. Soortgelijk zijn de schildbogen in het koorgedeelte van Reims die rusten op consoles. Aan de buitenzijde van de Liebfrauenkiche zijn de schildbogen boven de vensters in de buitenste profielen met rozetten bezet. In Marburg ontbreekt een dergelijke ornamentiek. Dat de Liebfrauenkirche wat betreft de architecturale versiering het meest overeenkomt met haar Franse voorbeeld komt wel vaker naar voren. Zo bevindt zich onder de kroonlijst, om de steunberen heen, een looffries met knolvormige bladornamenten dat sterk gelijkt op de versiering in Reims. Ook wat betreft de waterspuwers die vormgegeven zijn als dieren en mensen, sluit Trier meer aan op de vormentaal van Reims. In Marburg zijn alleen de oorspronkelijke consoleachtige steunen onder de waterspuwers behouden gebleven. Daarentegen zijn de waterspuwers van de Elisabethkerk veel eenvoudiger en doelmatiger van vorm.
De ornamentiek van de kapitelen in zowel Marburg als Trier lijkt op die van Reims. De stengel van het Reimse bloemknopkapiteel is meestal door drie overlappende bladeren bedekt, hetgeen we ook terugzien in Marburg en Trier. De vormgeving van de knoppen en bladeren is in Trier meer gedrongen en zwaarder. Zij is sterker aan de zone van het fries gebonden. De Marburger ornamentiek is in tegenstelling tot het ‘lederachtige’ loof van de Liebfrauenkirche veel fijner en scherper uitgewerkt waardoor het een ‘metaalachtige’ uitstraling heeft. Hoewel uit deze vergelijking voornamelijk de onderlinge verschillen naar voren komen, valt een opvallende overeenkomst tussen beide kerken niet te ontkennen.